# Penelope Pitstop
Penelope Pitstop è un personaggio immaginario dei cartoni animati ideato dalla Hanna-Barbera.

## Caratteristiche del personaggio
Penelope Pitstop è una giovane avventuriera molto affascinante, abbigliata con un casco da corsa, un paio di guanti e stivali.
Esordisce nella serie Wacky Races, come pilota di gare automobilistiche, corteggiata da Peter Perfect. Vince quattro gare, è seconda per due volte e terza per cinque volte. A seguito del successo della serie ne vennero tratti due spin off, uno dei quali incentrato sul personaggio, Le avventure di Penelope Pitstop, in compagnia di altri personaggi della serie precedente, Clyde e la sua banda, che le faranno da angeli custodi. Nella serie a lei dedicata si troverà costantemente alle prese con le mortali macchinazioni di Artiglio Incappucciato, un malvagio cospiratore vestito di viola con un  mantello e cappello verdi sotto cui si cela Sylvester Sneekly, tutore di Penelope che mira a impossessarsi della sua fortuna. Nella serie reboot del 2017 di Wacky Races, si scopre che ha una sorella gemella di nome Pandora, opposta a lei, capelli neri e veste viola, che guida una macchina col numero 13, con cui entra in conflitto spesso, essendo lei quella perfetta in tutto e la sorella quella che ha sempre faticato per ottenere qualcosa che solo Penelope è riuscita ad ottenere.